# Ахалубани (Мцхетский муниципалитет)
Ахалубани (груз. ახალუბანი) — село в Грузии, на территории Мцхетского муниципалитета края (мхаре) Мцхета-Мтианети.

## География
Село находится в центральной части Грузии, к западу от реки Арагви, на расстоянии приблизительно 6 километров (по прямой) к северо-северо-западу от города Мцхета, административного центра края и муниципалитета. Абсолютная высота — 562 метра над уровнем моря.

## Население
По результатам официальной переписи населения 2014 года в Ахалубани проживало 435 человек (209 мужчин и 226 женщин). В национальной структуре населения грузины составляли 98,9 %.
| Год  | Население, человек |
| ---- | ------------------ |
| 2002 | 421                |
| 2014 | ↗ 435              |